# Gęsinowy Szlak Kulinarny

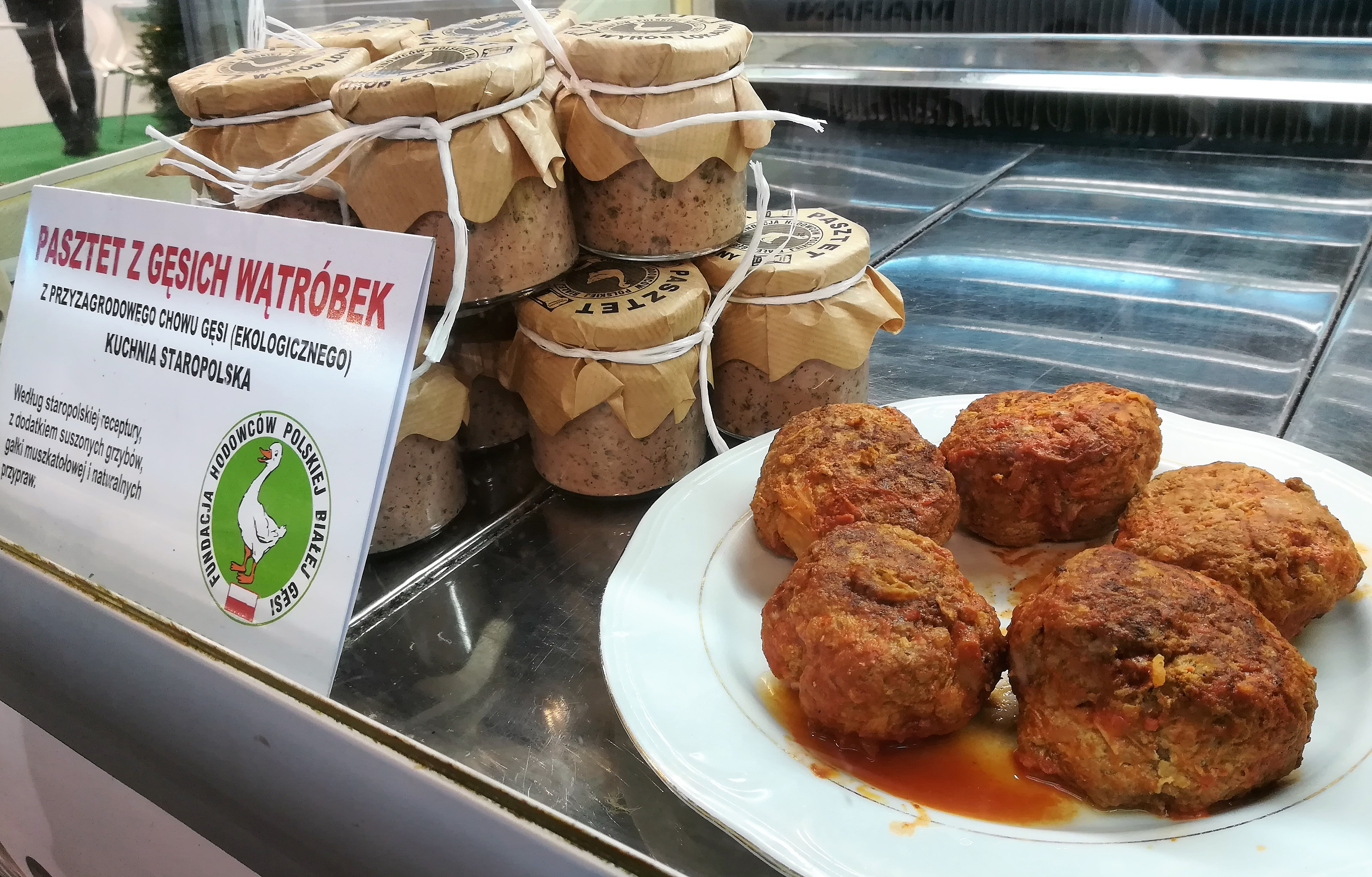
Pasztet gęsi i gęsie klopsy

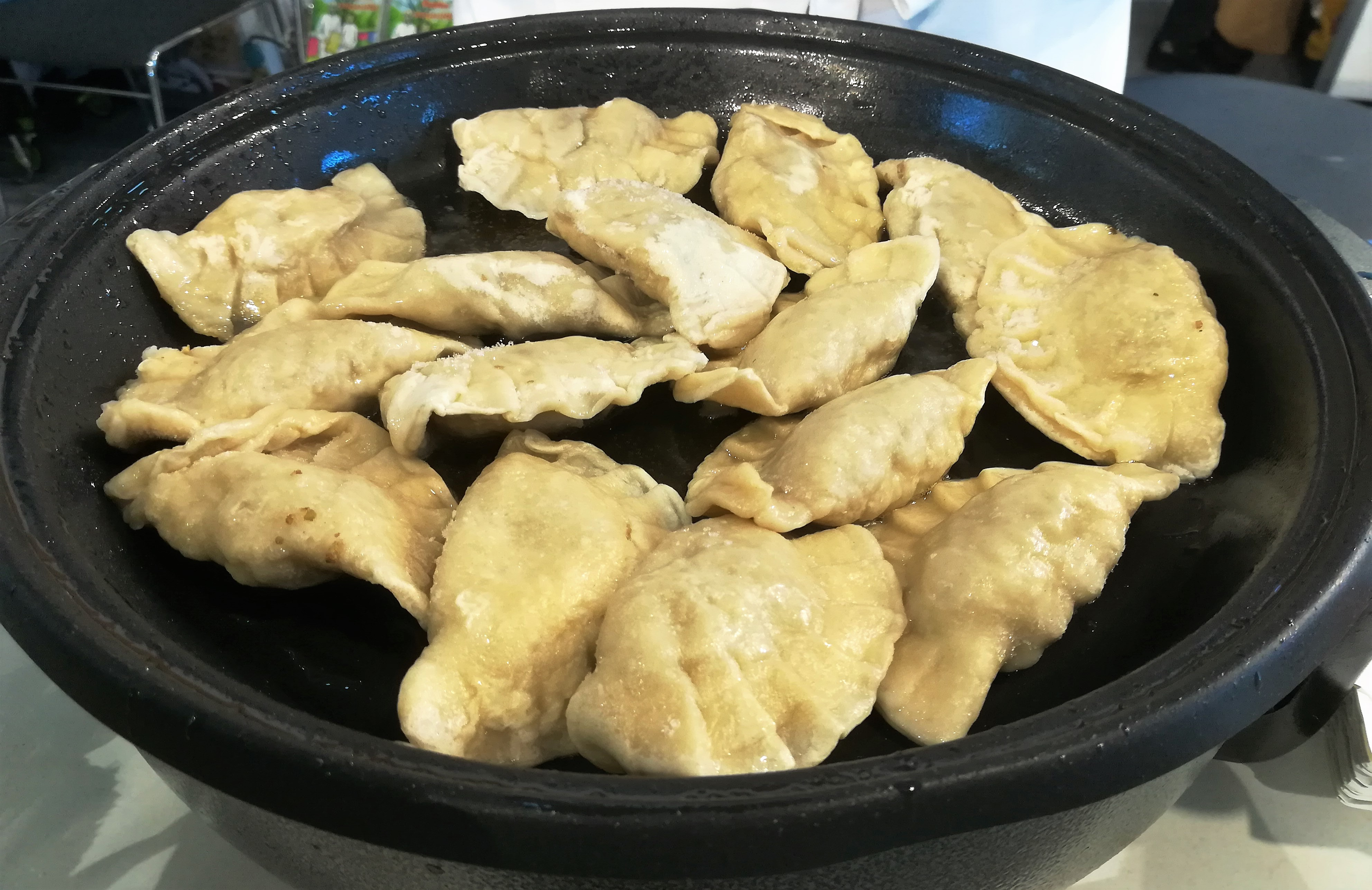
Pierogi z gęsiną

Kujawsko-Pomorski Gęsinowy Szlak Kulinarny – turystyczny szlak kulturowy, budowany na terenie województwa kujawsko-pomorskiego. Jedyny w Polsce szlak poświęcony mięsu gęsi (gęsinie).
Ideą powstania szlaku było podtrzymanie na terenie województwa staropolskiej tradycji serwowania i spożywania gęsiny. Obszar województwa kujawsko-pomorskiego jest jednym z najważniejszych w Polsce terenów hodowli gęsi, m.in. cenionej przez smakoszy białej gęsi kołudzkiej. Tutejsza gęsina posiada wysokie walory smakowe i odżywcze. Projekt budowy szlaku jest realizowany przez Kujawsko-Pomorską Organizację Turystyczną w ramach projektu Kujawsko-Pomorskie – lubię tu jeść. Współfinansuje go Ministerstwo Sportu i Turystyki, a patronatu udzielił Kujawsko-Pomorski Urząd Marszałkowski. Na szlaku znajdują się restauracje, hotele i minibrowary w następujących miejscowościach: Bydgoszcz, Bysław, Chełmno, Ostromecko, Pawłówek, Ślesin, Świecie, Toruń i Włocławek.